# WNBA 2023
Die Saison 2023 war die 27. Saison der Women’s National Basketball Association (WNBA). Die reguläre Saison begann am 19. Mai und lief bis zum 10. September 2023. Im Anschluss wurden dann bis zum 18. Oktober 2023 die Playoffs zur Ermittlung des WNBA-Meisters 2023 ausgetragen. Die Las Vegas Aces konnten nach 3:1 Siegen in der Finalserie über New York Liberty ihren WNBA-Titel aus der Vorsaison verteidigen.

## Draft
Der WNBA Draft 2023 fand am 10. April 2023 in New York statt. In der vorgelagerten Draft-Lotterie sicherten sich die Indiana Fever das Erstwahlrecht und wählten als erste Spielerin Aliyah Boston von der University of South Carolina.

### Top-3-Picks
| Pick | Spielerin      | Nationalität       | WNBA-Team      | College / Profiverein |
| ---- | -------------- | ------------------ | -------------- | --------------------- |
| 1    | Aliyah Boston  | Vereinigte Staaten | Indiana Fever  | South Carolina        |
| 2    | Diamond Miller | Vereinigte Staaten | Minnesota Lynx | Maryland              |
| 3    | Maddy Siegrist | Vereinigte Staaten | Dallas Wings   | Villanova             |

## Reguläre Saison

### Modus
Die 12 WNBA-Mannschaften sind in zwei Conferences aufgeteilt, wobei die Eastern Conference und die Western Conference jeweils sechs Mannschaften umfassen. In der regulären Saison bestreitet jedes der zwölf Teams 40 Spiele: jeweils vier Spiele gegen die fünf Teams aus der gleichen Conference und gegen zwei Teams aus der anderen Conference sowie drei Spiele gegen die restlichen vier Teams aus der anderen Conference. Dies bedeutet gleichzeitig eine Erhöhung um vier Saison-Spiele im Vergleich zur Vorsaison.

### Tabellen
Endstand in den beiden Conferences nach Abschluss der regulären Saison:
| Pl     | Team               | Sp | S  | N  | %    | GB | Heim | Auswärts |
| ------ | ------------------ | -- | -- | -- | ---- | -- | ---- | -------- |
| 1 (2)  | New York Liberty   | 40 | 32 | 8  | 80   | −  | 15:5 | 17:3     |
| 2 (3)  | Connecticut Sun    | 40 | 27 | 13 | 67,5 | 7  | 13:7 | 14:6     |
| 3 (7)  | Washington Mystics | 40 | 19 | 21 | 47,5 | 15 | 12:8 | 7:13     |
| 4 (5)  | Atlanta Dream      | 40 | 19 | 21 | 47,5 | 15 | 11:9 | 8:12     |
| 5 (8)  | Chicago Sky        | 40 | 18 | 22 | 45   | 16 | 7:13 | 11:9     |
| 6 (10) | Indiana Fever      | 40 | 13 | 27 | 32,5 | 21 | 6:14 | 7:13     |

| Pl     | Team               | Sp | S  | N  | %    | GB | Heim  | Auswärts |
| ------ | ------------------ | -- | -- | -- | ---- | -- | ----- | -------- |
| 1 (1)  | Las Vegas Aces (M) | 40 | 34 | 6  | 85   | −  | 19:1  | 15:5     |
| 2 (4)  | Dallas Wings       | 40 | 22 | 18 | 55   | 12 | 11:9  | 11:9     |
| 3 (6)  | Minnesota Lynx     | 40 | 19 | 21 | 47,5 | 15 | 9:11  | 10:10    |
| 4 (9)  | Los Angeles Sparks | 40 | 17 | 23 | 42,5 | 17 | 10:10 | 7:13     |
| 5 (11) | Phoenix Mercury    | 40 | 11 | 29 | 27,5 | 23 | 4:16  | 7:13     |
| 6 (12) | Seattle Storm      | 40 | 9  | 31 | 22,5 | 25 | 8:12  | 1:19     |

Erläuterung:
- = Playoff-Qualifikation,     = Conference-Sieger
- Platz in Conference und (Platz Gesamt)
- (M) = Titelverteidiger

## Commissioner's Cup
Der WNBA Commissioner's Cup 2023 war die dritte Auflage dieses zweistufigen Wettbewerbs in der Geschichte der WNBA. Hierzu wurden ein Teil der Spiele der regulären Saison – 10 Spiele pro Team – zusätzlich für den Commissioner's Cup gewertet. Die Pokalspiele waren das erste Heimspiel und das erste Auswärtsspiel, das jede Mannschaft gegen ihre fünf Konferenzrivalen bestritt. Anschließend qualifizierten sich die Bestplatzierten jeder Conference – aus den Pokalspielen – für das Pokalfinale. 
Den WNBA Commissioner's Cup 2023 gewannen die New York Liberty am 15. August 2023 nach einem 82:63-Sieg im Pokalfinale in der Michelob Ultra Arena in Las Vegas über die Las Vegas Aces. New Yorks Jonquel Jones verbuchte im Finale ein Double-Double aus 16 Punkten und 15 Rebounds und wurde als MVP des Pokalfinales ausgezeichnet.

## Playoffs

### Modus
Die acht Teams mit den besten Ergebnissen in der regulären Saison qualifizieren sich unabhängig von der Conference für die Playoffs. In der ersten Runde der Playoffs treffen die Teams gemäß der Platzierung der regulären Saison, wie in der Vorsaison, im Best-of-Three Modus aufeinander. Das Halbfinale und das Finale werden im Best-of-Five Modus ausgetragen.

### Turnierbaum
| 1. Runde Best-of-3 | 1. Runde Best-of-3 | 1. Runde Best-of-3 |   |                  | Halbfinale Best-of-5 | Halbfinale Best-of-5 | Halbfinale Best-of-5 |  |  | WNBA-Finale Best-of-5 | WNBA-Finale Best-of-5 | WNBA-Finale Best-of-5 |
|                    |                    |                    |   |                  |                      |                      |                      |  |  |                       |                       |                       |
| 1                  | Las Vegas Aces     | 2                  |   |                  |                      |                      |                      |  |  |                       |                       |                       |
| 8                  | Chicago Sky        | 0                  |   |                  |                      |                      |                      |  |  |                       |                       |                       |
| 8                  | Chicago Sky        | 0                  | 1 | Las Vegas Aces   | 3                    |                      |                      |  |  |                       |                       |                       |
|                    |                    |                    | 1 | Las Vegas Aces   | 3                    |                      |                      |  |  |                       |                       |                       |
|                    | 4                  | Dallas Wings       | 0 |                  |                      |                      |                      |  |  |                       |                       |                       |
| 4                  | 4                  | Dallas Wings       | 0 | Dallas Wings     | 2                    |                      |                      |  |  |                       |                       |                       |
| 4                  |                    |                    |   | Dallas Wings     | 2                    |                      |                      |  |  |                       |                       |                       |
| 5                  | Atlanta Dream      | 0                  |   |                  |                      |                      |                      |  |  |                       |                       |                       |
| 5                  | Atlanta Dream      | 0                  | 1 | Las Vegas Aces   | 3                    |                      |                      |  |  |                       |                       |                       |
|                    |                    |                    |   | Las Vegas Aces   | 3                    |                      |                      |  |  |                       |                       |                       |
|                    | 2                  | New York Liberty   | 1 |                  |                      |                      |                      |  |  |                       |                       |                       |
| 2                  | 2                  | New York Liberty   | 1 | New York Liberty | 2                    |                      |                      |  |  |                       |                       |                       |
| 2                  |                    |                    |   | New York Liberty | 2                    |                      |                      |  |  |                       |                       |                       |
| 7                  | Washington Mystics | 0                  |   |                  |                      |                      |                      |  |  |                       |                       |                       |
| 7                  | Washington Mystics | 0                  | 2 | New York Liberty | 3                    |                      |                      |  |  |                       |                       |                       |
|                    |                    |                    | 2 | New York Liberty | 3                    |                      |                      |  |  |                       |                       |                       |
|                    | 3                  | Connecticut Sun    | 1 |                  |                      |                      |                      |  |  |                       |                       |                       |
| 3                  | 3                  | Connecticut Sun    | 1 | Connecticut Sun  | 2                    |                      |                      |  |  |                       |                       |                       |
| 3                  |                    |                    |   | Connecticut Sun  | 2                    |                      |                      |  |  |                       |                       |                       |
| 6                  | Minnesota Lynx     | 1                  |   |                  |                      |                      |                      |  |  |                       |                       |                       |

## Auszeichnungen

### WNBA Peak Performers
Die drei Auszeichnungen der WNBA Peak Performers werden an die Spielerinnen verliehen, die in einer Saison den besten Punkte-, Rebound- und Assistschnitt aufweisen.
| Kategorie                | Kategorie                | Kategorie                | Spielerin            | Mannschaft       | Statistik |
| ------------------------ | ------------------------ | ------------------------ | -------------------- | ---------------- | --------- |
| Punkte pro Spiel (pps)   | Punkte pro Spiel (pps)   | Punkte pro Spiel (pps)   | Jewell Loyd          | Seattle Storm    | 24,7 pps  |
| Rebounds pro Spiel (rps) | Rebounds pro Spiel (rps) | Rebounds pro Spiel (rps) | Alyssa Thomas        | Connecticut Sun  | 9,8 rps   |
| Assists pro Spiel (aps)  | Assists pro Spiel (aps)  | Assists pro Spiel (aps)  | Courtney Vandersloot | New York Liberty | 8,1 aps   |

### WNBA Awards
| Auszeichnung                                | Auszeichnung                                | Auszeichnung                                | Spielerin          | Mannschaft       | Bemerkung         |
| ------------------------------------------- | ------------------------------------------- | ------------------------------------------- | ------------------ | ---------------- | ----------------- |
| WNBA Finals MVP Award                       | WNBA Finals MVP Award                       | WNBA Finals MVP Award                       | A’ja Wilson        | Las Vegas Aces   | –                 |
| WNBA Most Valuable Player Award             | WNBA Most Valuable Player Award             | WNBA Most Valuable Player Award             | Breanna Stewart    | New York Liberty | 20 von 60 Stimmen |
| WNBA Defensive Player of the Year Award     | WNBA Defensive Player of the Year Award     | WNBA Defensive Player of the Year Award     | A’ja Wilson        | Las Vegas Aces   | 32 von 60 Stimmen |
| WNBA Most Improved Player Award             | WNBA Most Improved Player Award             | WNBA Most Improved Player Award             | Satou Sabally      | Dallas Wings     | 37 von 60 Stimmen |
| WNBA Rookie of the Year Award               | WNBA Rookie of the Year Award               | WNBA Rookie of the Year Award               | Aliyah Boston      | Indiana Fever    | 60 von 60 Stimmen |
| WNBA Sixth Player of the Year Award         | WNBA Sixth Player of the Year Award         | WNBA Sixth Player of the Year Award         | Alysha Clark       | Las Vegas Aces   | 35 von 60 Stimmen |
| Kim Perrot Sportsmanship Award              | Kim Perrot Sportsmanship Award              | Kim Perrot Sportsmanship Award              | Elizabeth Williams | Chicago Sky      | 15 von 60 Stimmen |
| WNBA Coach of the Year Award                | WNBA Coach of the Year Award                | WNBA Coach of the Year Award                | Stephanie White    | Connecticut Sun  | 36 von 60 Stimmen |
| WNBA Basketball Executive of the Year Award | WNBA Basketball Executive of the Year Award | WNBA Basketball Executive of the Year Award | Jonathan Kolb      | New York Liberty | 6 Stimmen         |

### All-WNBA Teams
| Team                      | Spielerinnen                       | Spielerinnen                       | Spielerinnen                        | Spielerinnen                        | Spielerinnen                     |
| ------------------------- | ---------------------------------- | ---------------------------------- | ----------------------------------- | ----------------------------------- | -------------------------------- |
| All-WNBA First Team       | Napheesa Collier (Minnesota Lynx)  | Satou Sabally (Dallas Wings)       | Breanna Stewart (New York Liberty)  | Alyssa Thomas (Connecticut Sun)     | A’ja Wilson (Las Vegas Aces)     |
| All-WNBA Second Team      | Chelsea Gray (Las Vegas Aces)      | Sabrina Ionescu (New York Liberty) | Jewell Lloyd (Seattle Storm)        | Nneka Ogwumike (Los Angeles Sparks) | Jackie Young (Las Vegas Aces)    |
| All-Defensive First Team  | Jordin Canada (Los Angeles Sparks) | Breanna Stewart (New York Liberty) | Brittney Sykes (Washington Mystics) | Alyssa Thomas (Connecticut Sun)     | A’ja Wilson (Las Vegas Aces)     |
| All-Defensive Second Team | Napheesa Collier (Minnesota Lynx)  | Betnijah Laney (New York Liberty)  | Ezi Magbegor (Seattle Storm)        | Nneka Ogwumike (Los Angeles Sparks) | Elizabeth Williams (Chicago Sky) |
| All-Rookie Team           | Aliyah Boston (Indiana Fever)      | Jordan Horston (Seattle Storm)     | Dorka Juhász (Minnesota Lynx)       | Li Meng (Washington Mystics)        | Diamond Miller (Minnesota Lynx)  |